# Lebusa
Lebusa è un comune tedesco di 796 abitanti, nel Land del Brandeburgo.
Appartiene al circondario dell'Elba-Elster ed è amministrato dall'Amt Schlieben.

## Geografia antropica

### Suddivisioni amministrative
Il territorio comunale si divide in 3 zone (Ortsteil), corrispondenti al centro abitato di Lebusa e a 2 frazioni:
- Lebusa (centro abitato)
- Freileben
- Körba